# Villar-Perosa M1915
Это статья о пистолете-пулемёте. О коммуне в Италии см. Виллар-Пероза

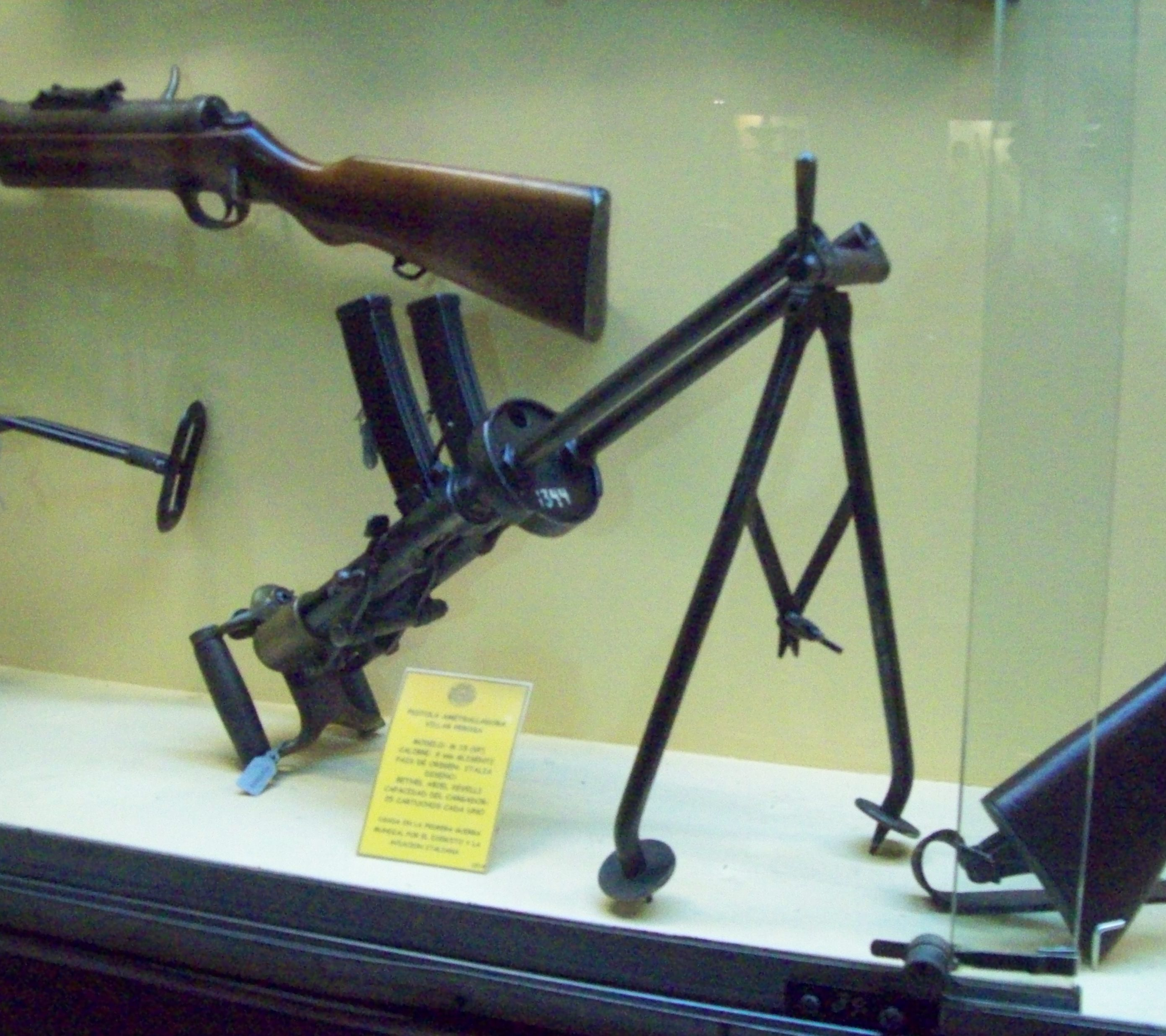

Villar-Perosa — 9-мм итальянский авиационный спаренный пистолет-пулемёт. Оружие было разработано в 1914 году майором итальянской армии Бетелем Ревелли (Bethel Abiel Revelli). Применялось итальянской армией и военно-воздушными силами во время Первой мировой войны.

## История
Пистолет-пулемет Villar-Perosa М1915  был изначально сконструирован конструктором Ревелли в 1914 году для вооружения аэропланов, но использовавшийся в этом образце слишком слабый 9-мм пистолетный патрон Глизенти сделал данный пистолет-пулемёт неэффективным для применения в воздушном бою. В 1915 году новую систему превратили в подобие сверхлегкого ручного пулемета, сделав его первым в мире пистолетом-пулеметом.
Известны установки Villar-Perosa на самолётах, автомобилях, мотоциклах, велосипедах (на рулевой раме) и др.
Также данный пистолет-пулемёт ограниченно использовался в австрийской армии, в калибре 9 mm Steyr.
Уже после войны в 1920-х годах небольшое количество Villar-Perosa М1915 переделали в пистолеты-пулемёты O.V.P. (Officcine di Villar Perosa). Конструктивно они представляли собой отнятый от спарки ствол со снятой гашеткой и уложенный в винтовочную ложу, использовался тот же патрон. Из-за разделения стволов скорострельность понизилась вдвое, но она, тем не менее, равнялась почти 900 выстрелам в минуту, зато появился второй спусковой крючок позади первого, что позволило менять режим огня выбором одного из них. O.V.P. имел ограниченное применение во время войны с Эфиопией, а также в Северной Африке во время Второй мировой.

## Описание конструкции

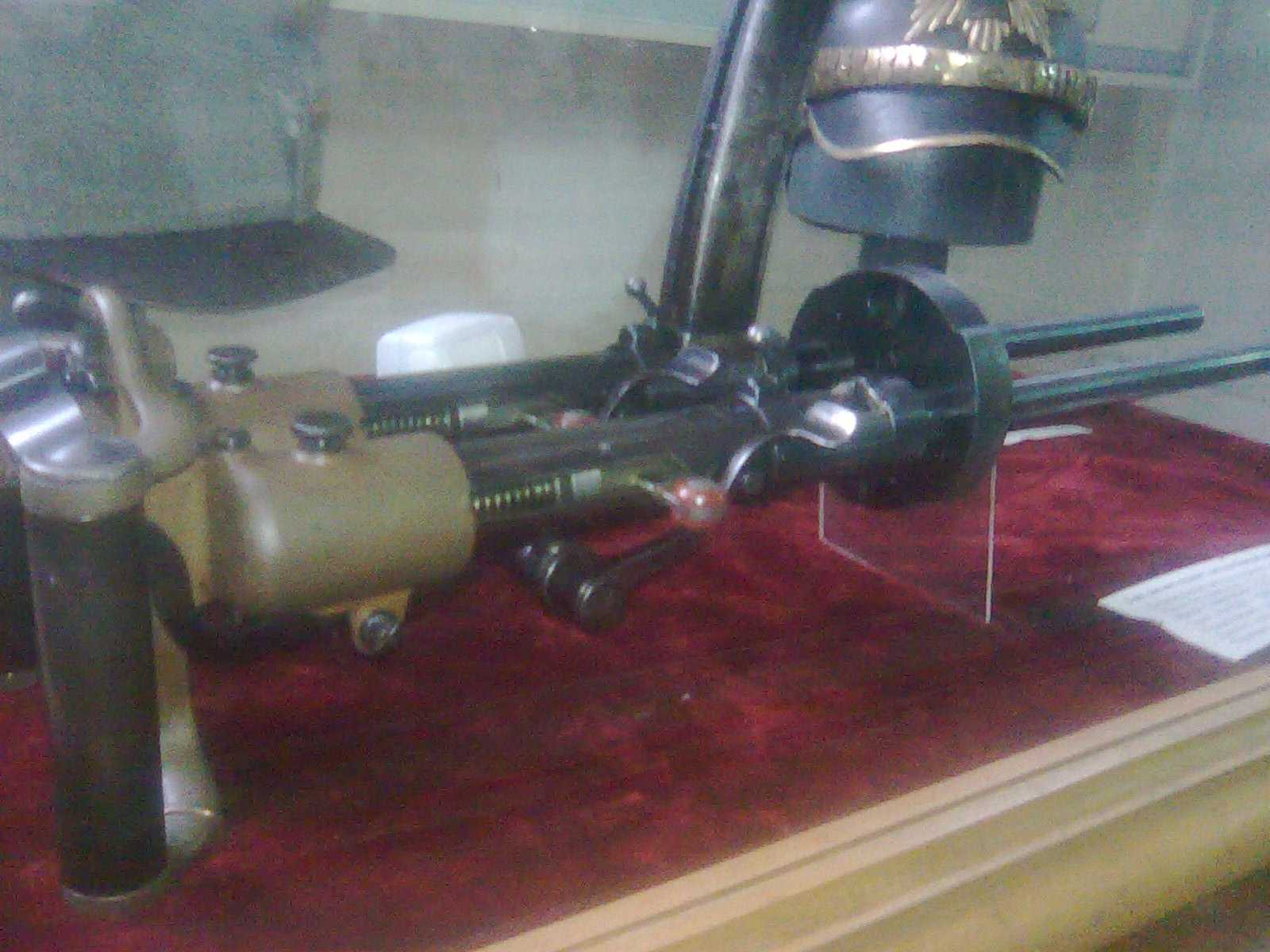
В Военно-историческом музее артиллерии, СПб

M1915 конструктивно представляет собой спаренный пулемёт под пистолетные патроны с сошками и гашеткой, употребляющий коробчатые магазины вместо пулемётной ленты

## Недостатки
- Чрезвычайно высокая скорострельность (1200 — 3000 выстрелов в минуту), отсюда — повышенный расход боеприпасов, необходимость частой перезарядки магазина, сильная вибрация, быстрый перегрев и износ деталей пистолета-пулемёта, особенно ствола (при том, что M1915 мог стрелять исключительно непрерывным огнём).
- Громоздкость: излишне большая ширина из-за спаренности.